# Neues Jahrbuch für Geologie und Paläontologie
Neues Jahrbuch für Geologie und Paläontologie is een internationaal, aan collegiale toetsing onderworpen wetenschappelijk tijdschrift op het gebied van de geologie en de paleontologie. De naam wordt in literatuurverwijzingen meestal afgekort tot Neues Jahrbuch Geol. Palaontol. Abhand. Het wordt uitgegeven door E. Schweizerbart Science Publishers en verschijnt maandelijks. Het eerste nummer verscheen in 1807.